# Ptilinopus richardsii
La tortora beccafrutta capoargento o colomba frugivora corona argentata (Ptilinopus richardsii Ramsay, 1882) è un uccello della famiglia dei columbidi, endemico delle Isole Salomone.

## Distribuzione e habitat
La colomba frugivora corona argentata è endemica delle Isole Salomone dove è diffusa nell'isola Rennell, la vicina isola Bellona e nelle piccole isole al largo della costa dell'isola Makira(dove si possono trovare isolati esemplari): Malaupaina, Malaulalo, Ugi(Uki) e Owaraha(Santa Ana).
L'habitat naturale è limitato alle foreste di pianura delle piccole isole coralline, che includono anche le foreste dell'isola Rennell gravemente danneggiate dagli uragani; su Ugi, vivono e nidificano anche su alberi isolati situati a grande distanza dalle principali aree boschive.

## Descrizione

### Dimensioni
È un uccello che può sembrare piuttosto grande nel suo ambiente naturale, è un uccello di medie dimensioni con una coda corta e il corpo tozzo. L'esemplare maschio adulto misura 21-22 centimetri, invece, la femmina adulta misura 20,5-22 centimetri. Questa colomba può raggiungere i 99 grammi di peso.

### Aspetto
Gli adulti possono essere facilmente riconoscibili dalla loro corona grigio-argenteo che è circondata da un bordo giallastro sfocato. Le parti superiori del corpo sono di colore verde scuro con evidenti macchie rosa sulla schiena e sulle scapolari, più in particolare quelle terziarie, che sono visibili in quasi tutte le posizioni. Le medie e le grandi copritrici sono verde-blu scuro con i bordi verde brillante. Il petto è di colore grigio-verde ed è "scavato" da profondi "solchi"  a causa delle piume biforcute che lo compongono. Il ventre è di colore arancione brillante, ed è presente una sfumatura giallastra sui fianchi, sulle cosce e sugli stinchi. Le piume sono di colore arancione brillante e la parte inferiore della coda è grigia con una banda terminale giallina. La parte inferiore delle ali è grigio scuro con copritrici grigio cenere. L'iride è di colore arancione-rosso con un sottile anello orbitale verdastro o dorato, il becco è verde con sfumature viola e giallastre. I tarsi e le zampe sono rossastri. Le femmine assomigliano ai maschi, ma hanno un piumaggio più opaco. I giovani sono più verdi, con frange gialle sulle parti superiori. Non hanno la corona grigia e il ventre è di colore giallo brillante, con poche piume di colore arancione.

## Tassonomia
Sono state descritte 2 sottospecie:
- P. r. richardsii Ramsay, EP, 1882 - diffusa al largo della costa dell'isola Makira, nelle isole Ugi(Uki), Owaraha(Santa Ana), Malaupaina e Malaulalo;
- P. r. cyanopterus Mayr, 1931 - diffusa nelle isole Rennell e Bellona.[3]

## Biologia

### Comportamento
La colomba frugivora corona argentata è spesso vista da sola, in coppia o in piccoli stormi. Si riuniscono in grandi stormi per mangiare sugli alberi. Questi uccelli sono spesso avvistati su posatoi situati ad un'altezza elevata, e più precisamente sui rami nudi che sporgono dalla canopia. Essi volano velocemente sopra le cime degli alberi con un portamento molto caratteristico, gonfiano il petto e chinano la testa in giù. Si presume che sia un uccello sedentario ma può compiere delle rapide migrazioni da un'isola all'altra con un volo diretto.

### Alimentazione
Si nutre di bacche e di frutti che becca direttamente sui rami della canopia superiore.

### Riproduzione
Durante il corteggiamento, che è stato osservato su Rennell a marzo, i maschi eseguono un inchino e inseguono la femmina di ramo in ramo di un grande albero. Il nido è una costruzione tipica dei piccioni: si tratta di una piattaforma fragile, costruita con rami intrecciati posta su un albero o arbusto ad una altezza compresa tra i 4 e i 6 metri dal suolo. La femmina depone un unico uovo bianco.

### Verso
Il verso è un "whooooowu-whooohu, oom-Whoo, Whoo-oom".

## Conservazione
Nonostante il suo areale sia estremamente limitato, circa 770 chilometri quadrati, questa specie è molto comune in tutto il suo territorio. La popolazione globale sembra stabile in assenza di minacce reali. La colomba frugivora corona argentata è classificata dalla IUCN Red List come specie a rischio minimo di estinzione (Least Concern).